# Лятур, Филисс
Филисс «Пиппа» Лятур (Латур, фр. Phyliss "Pippa" Latour; 8 апреля 1921, Дурбан, Наталь — 7 октября 2023[…], West Auckland, Окленд) — британская разведчица, агент Управления специальных операций и участница Движения Сопротивления во Франции в годы Второй мировой войны.

## Биография
Родилась в семье Филиппа Лятура, работавшего в Экваториальной Французской Африке французского врача, и его жены Луизы Бентли, англичанки, жившей в Южно-Африканском Союзе. После смерти сперва отца, погибшего в локальном конфликте, когда Пиппе было три месяца, а затем и матери, умершей в 1925 году от кровоизлияния во время операции (раньше утверждалось, что за рулём одного из автомобилей своего нового мужа-автогонщика), некоторое время жила у родственников отца в Жадовиле (Бельгийское Конго), затем училась в школе-интернате в Кении. В мае 1939 года переехала в Англию. 

### Разведывательная работа
В ноябре 1941 года поступила на службу в британские Женские вспомогательные воздушные силы под номером 718483 как авиамеханик. Однако свободное знание французского языка привлекло к ней внимание Управления специальных операций, и 1 ноября 1943 года она официально перешла на службу в Управление, где прошла многочисленные тяжёлые тренировки. Её также научили шифровать сообщения и отправлять их азбукой Морзе, а также чинить сломанную радиостанцию. Дополнительной мотивацией для неё стало стремление отомстить за преступления нацистов против её близких: расстрел отца её крёстной матери, которая затем совершила самоубийство после тюремного заключения. 
1 мая 1944 года Филисс была сброшена на парашюте в департаменте Орн в Нормандии и присоединилась к разведывательной группе «Учёный» (англ. Scientist 2) под руководством Клода де Бессака, координировавшего операции коммунистического сопротивления маки в ожидании прибытия войск союзников. Де Бессак поручил Лятур работу на севере региона между Каном и полуостровом Котантен в команде под руководством Жана Рено-Дандиколя (кодовое имя Верже), в которую также входили его сестра Лиз де Бессак (Одиль) и второй радист Морис Ларше (Владимир). 
Маленького роста, Пиппа выдавала себя за девочку-подростка Полетт Лятур, чья семья перебралась в сельскую местность, спасаясь от бомбардировок союзников. Она разъезжала на велосипеде по окрестностям, завязывая беседы с немецкими оккупантами, которым продавала мыло. «Людей, отправленных до меня, поймали и казнили, — рассказывала она позже. — Мне сказали, что меня выбрали для этой работы, потому что я вызову меньше подозрений». Филисс работала под псевдонимом «Женевьева», исполняла обязанности связистки. За годы войны она с помощью одноразовых кодов отправила 135 сообщений в Лондон, оставшись непойманной; сообщения Лятур помогали наведению на цели британских бомбардировщиков. 

### Прибытие войск союзников
После высадки войск союзников 6 июня группа повреждала железнодорожную линию от Кана до Вира, устраивала засады на немецких офицеров и сообщили о местонахождении штаба танковой дивизии СС, что позволило союзной авиации атаковать его. Перерезав подземные телеграфные кабели, они вынудили немцев передавать сообщения между Гитлером и немецким командующим фронтом Эрвином Роммелем по радиоволнам, что позволило расшифровать их в Блетчли-парке. 
Поскольку по всей Нормандии шли бои, жизнь была полна опасностей, а в начале июля Рено-Дандиколь и Ларше были убиты в стычке с немецкими войсками. Лятур неоднокрантно обыскивали и дважды задерживали, но ей удавалось обмануть оккупантов, заставив их поверить в её легенду. Однажды, когда она печатала передачу, двое немецких солдат распахнули дверь в поисках еды. Она спокойно закрыла радиоприемник, притворившись, что это чемодан, и, убедив незваных гостей, что у нее скарлатина, заставила их быстро ретироваться. В течение следующих нескольких месяцев маки, работая с сетью Бессака, уничтожили около 500 единиц вражеской техники. 
В начале августа 1944 года американская армия подошла к деревне, где действовала Лятур. Восприняв её с подозрением, они продержали её в плену в течение пяти часов, пока не узнали в ней агента УСО. Вскоре она вернулась в Лондон, завершив свою миссию. 

### После Второй мировой войны
После войны вышла замуж за инженера Патрика Дойла и взяла его фамилию, жила в Кении, затем на Фиджи и в Австралии и наконец поселилась в Новой Зеландии. Развелась в 1975 году. В браке родились дети Барри, Полина и Одетта. Филисс Лятур не разговаривала с детьми о своей военной миссии, о которой они узнали в 2000 году из открытых источников в Интернете: «У меня не было хороших воспоминаний о войне, поэтому я не стала никому рассказывать о своих подвигах», — сказала она.  
Филлис Латур, скончавшаяся в возрасте 102 лет, была последней женщиной-членом Секции F — подразделения Управления специальных операций, которое организовывало операции Сопротивления во Франции.
Кавалер Ордена Британской империи (1945), Ордена Почётного легиона (2014), других британских и французских наград.